# Martin Gregory
Martin Gregory (ur. 10 lutego 1965) – maltański piłkarz  grający na pozycji napastnika. W swojej karierze rozegrał 63 mecze w reprezentacji Malty i strzelił w nich 1 gola.

## Kariera klubowa
Swoją karierę piłkarską Gregory rozpoczął w klubie Sliema Wanderers. W sezonie 1985/1986 zadebiutował w jego barwach w maltańskiej Premier League. W sezonie 1987/1988 wywalczył ze Sliemą wicemistrzostwo Malty. W Sliemie występował do końca sezonu 1987/1988.
W 1988 roku Gregory przeszedł do Floriany FC. W sezonie 1992/1993 został z nią mistrzem kraju, a w sezonie 1993/1994 wywalczył wicemistrzostwo. W 1992 i 1994 roku zdobył z Florianą Puchar Malty.
W 1994 roku Gregory wrócił do Sliemy Wanderers. W sezonie 1995/1996 wywalczył tytuł mistrza Malty, a w sezonach 1994/1995, 1999/2000 i 2000/2001 trzy wicemistrzostwa. W 2000 roku zdobył też krajowy puchar. W Sliemie grał do końca swojej kariery, czyli do zakończenia sezonu 2000/2001.

## Kariera reprezentacyjna
W reprezentacji Malty Gregory zadebiutował 12 października 1985 roku w przegranym 2:3 meczu eliminacji do MŚ 1986 z Portugalią, rozegranym w Lizbonie. W swojej karierze grał też w: eliminacjach do Euro 88, MŚ 1990, Euro 92, MŚ 1994 i Euro 96. Od 1985 do 1995 roku rozegrał w kadrze narodowej 63 mecze i strzelił w nich 1 gola.